# ماكس ماريا فون ويبر
ماكس ماريا فون ويبر (بالألمانية: Max Maria von Weber)‏ هو مهندس مدني ومهندس وكاتب ألماني، ولد في 29 أغسطس 1822 في درسدن في ألمانيا، وتوفي في 18 أبريل 1881 في برلين في ألمانيا.